# Диксон, Ева
Ева Диксон (швед. Eva Dickson, 8 марта 1905 — март 1938) — шведская путешественница, летчица, автогонщица и писательница. Первая женщина, пересекшая пустыню Сахару на машине.

## Биография
Ева Диксон родилась 8 марта 1905 года. Была дочерью Альберта Линдстрёма, состоятельного коневода, и Марии Линдстрём.
В 20 лет Ева вышла замуж за автогонщика Олофа Диксона, но развелась с ним через семь лет. Причиной развода послужило то, что Олоф был против того, чтобы она путешествовала.
Путешествия Евы привлекали к себе большое внимание общественности. Она выпустила несколько книг о своём опыте, а также несколько путеводителей для путешественников. Деньги на путешествия Ева зарабатывала, заключая пари с разными богатыми светскими персонами.
В 1932 году она на спор проехала на машине из Найроби в Стокгольм, став первой женщиной, проехавшей через всю пустыню Сахару.
В 1932 Ева познакомилась с бароном Бликсеном, бывшим супругом писательницы Карен Бликсен. Они встретились в Кении и вскоре стали любовниками. Там же, в Кении, в 1932 году Ева приняла участие в различных экспедициях. А на следующий год они с Бликсеном отправились в Эфиопию, где Диксон в качестве военного корреспондента шведской газеты The Weekly Journal писала об Абиссинском кризисе. Из Эфиопии они вернулись в Кению, проехав 2000 км на мулах.
В 1936 году пара поженилась. Ева и Блинксен провели медовый месяц, плавая на яхте вблизи Кубы и Багамских островов в компании своих друзей — Эрнеста Хемингуэя и Марты Геллхорн.
3 июня 1937 года Диксон отправилась в путешествие из Стокгольма в Пекин, намереваясь исполнить свою давнюю мечту и стать первым человеком, в одиночку преодолевшим весь шёлковый путь на машине. Она в одиночку преодолела Германию, Польшу, Румынию, Турцию, Сирию и Иран. Когда она достигла Афганистана, ей посоветовали поехать через Индию, потому что проложенный ею маршрут считался слишком опасным для женщины. Доехав до Калькутты, Ева неожиданно заболела. В больнице Еву лечили при помощи мышьяка, что только ухудшило её состояние. Более того, в Калькутте у неё начали заканчиваться деньги. А когда до неё дошли новости о начале Японо-китайской войны, Диксон поняла, что достигнуть пункта назначения ей не удастся. Несмотря на болезнь, она решила вернуться в Европу. Ей удалось доехать до Багдада (к тому моменту её поездка длилась уже 9 месяцев), где на одной из дорог она потеряла контроль над управлением автомобиля и разбилась. Ева умерла на месте. Была похоронена в Стокгольме 22 апреля 1938 года.